# Johannes Heidenreich
Johannes Hedericius (Lwówek Śląski, Lwówecki, 20 de Abril de 1542 — 31 de Março de 1617) foi teólogo evangélico e superintendente alemão. Foi doutor em filosofia e professor de teologia da Universidade de Helmstedt e da Universidade de Frankfurt an der Oder. Era irmão do teólogo alemão Esaias Heidenreich (1532-1589).

## Publicações
- Confessionis Waldensicae in capitibus ab Augustana discrepantibus notationes (Francofurt an der Oder, 1602)
- [Examinatio capitum doctrinae fratrum, ut haberi volunt, in Bohemia et Moravia, vulgo Picardorum, seu Waldensium, seu Boleslaviensium, quibus ab ecclesiis Augaustanae Confessionis, publicè privatimque dissentire eos demonstratur Examinatio capitum doctrinae fratrum ... in Bohemia ...] (Frankfurt, 1580)
- Disputatio de norma et fundamento fidei, et religionis christianae. Iohannes Hedericus [Praeses]; Zacharias Ronnenbergius [Resp.]
- Orationes Duae : De Origine Et Cavsis Mvltiplicivm De Religione Certaminvm Et Haeresium ... ; Brunsuigae in Auditorio Theologico habitae 1587
- Praecepta de virtutibus (As regras da virtude) 1575
- Oratio funebris: Illustrissimo Principi ac Domino, D. Julio, Duci ... 1589
- Oratio de horribili ... terrae motu, qui recens Austriam vehementer ... 1591
- Johannis Hederici, S. Theologiae Doctoris, Poematum Libri IIII: Qui sunt 1578